# Duckstadse Bos
Het Duckstadse Bos is een fictief bos in een aantal Walt Disney-verhalen, die onder meer in het weekblad Donald Duck zijn verschenen. 
Het bos ligt vrij dicht bij Duckstad. De bewoners van het bos worden echter – enkele speciale verhalen uitgezonderd – nooit tegelijk met de Duckstedelingen gezien. Het bos vormt daardoor feitelijk een onafhankelijke, geheel van Duckstad zelf losstaande verhaallijn. De verhaallijnen met Bulletje Beer en de parkwachter hebben geen raakvlak met de andere dieren die in het bos wonen.  

## Inwoners
De volgende bewoners van het Duckstadse Bos komen met enige regelmaat terug in de verhalen:
- De Grote Boze Wolf (Midas Wolf) - Lid van de Booswichtenclub. Hij zit meestal achter de drie biggetjes aan.
- De Kleine Boze Wolf (Wolfje) - Het zoontje van Midas. In tegenstelling tot zijn vader is hij braaf.
- Rein Vos - Crimineel, lid en brein van de Booswichtenclub
- Bruin Beer of Meneer Beer
- Mevrouw Beer - Onderwijzeres, getrouwd met Bruin Beer
- Broer Konijn - Speelt in veel verhalen de hoofdrol
- Molly Cottontail - Vriendin van Broer Konijn
- Toon Schildpad - De grootste vriend van Broer Konijn
- Vittorio Wezel - Crimineel, lid van de Booswichtenclub
- Barend Buizerd - Crimineel, lid van de Booswichtenclub
- Broer Wasbeer - Ondernemer
- Mevrouw Wasbeer - Vrouw van Broer Wasbeer
- Broer Pad - Vriend van Broer Konijn en Toon Schildpad
- Ma Wolf - De moeder van Midas Wolf
- Knir, Knar en Knor - De drie biggetjes
- De sheriff - Het enige mensachtige personage in de verhalen rond het Duckstadse Bos
- Koning Leo Leeuw
- Stef Wolf - Broer van Midas
- Pollo Wolf - Zoontje van Stef
- Weduwe Wasbeer - Oudere dame
- Bulletje Beer - een suffige, hongerige en luie beer, die bevriend is met de parkwachter. Hoewel hij vaak geen vlieg kwaad doet, wordt hij als beer zijnde vaak als bedreiging gezien. Hij is geen volledig antropomorfisch figuur gezien hij enkel zich kan uiten door te denken.
- de Parkwachter - de parkwachter van het Duckstadse bos, bevriend met Bulletje.
- Wanda Vianda Een vrouwelijke versie van Midas Wolf, maar ook zijn rivaal.
- Krelis en Slibber Een hagedis en een krokodil, allebei leden van de Booswichtenclub. Slibber de hagedis is het brein en Krelis Krokodil meer de ruwe dommekracht.
- Boer Boe, een koe die boer is, en geregeld met Midas aan de stok heeft.

### In de verhalen
In de meeste verhalen die zich in het Duckstadse Bos afspelen is de hoofdrol weggelegd voor Midas en diens zoontje en de drie biggetjes. Daarnaast gaan ook veel verhalen over Broer Konijn, Rein Vos of Meneer Beer of over de Booswichtenclub.